# 松丸亮吾
松丸 亮吾（まつまる りょうご、1995年〈平成7年〉12月19日 - ）は、日本の作家、タレント、YouTuber、クリエイター。AnotherVision2代目代表を経て、RIDDLER株式会社代表取締役。

## 人物・来歴
千葉県市川市出身。市川市立新浜小学校、麻布中学校・高等学校卒業。東京大学工学部中退。『おはスタ』では、「ひらめき王子松丸くん」として活動している。
謎解きを始めたきっかけは末っ子で何をしても兄たちに勝てず日々悔しい思いをしていたが、小学4年生のときに家族6人で食事をしている最中に『脳内エステ IQサプリ』を見ていたら家族の誰よりも早く問題を解くことができ、ひらめきで解ける問題に興味を持ったことである。図書館で謎解き関連の本を次々と読破したために解く問題がなくなり、自分で問題を作るようになった。
2025年3月20日、大学を中退することを発表。

### 家族・親族
4兄弟の末っ子で兄が3人いる。メンタリストのDaiGoは一番上の兄にあたる。

## 出演

### バラエティ

#### レギュラー出演
- 今夜はナゾトレ（フジテレビ、2016年11月 - ）- 『東大ナゾトレ』問題作成及び、出題者としてレギュラー出演。2019年以降は不定期に解答者としても出演。
- おはスタ（テレビ東京、2019年4月12日 - ）
- ゼロイチ（日本テレビ、2021年4月3日 - 2023年9月30日）
- ニュー試（NHK Eテレ、2022年1月15日 - ）
- ポケモンとどこいく!?（テレビ東京、2022年4月3日 - ）[9]
- 夜光音楽スペシャル ボカロフェス2022（NHK総合、2022年5月5日） - MC[10]
- アナタは閉じ込められました（テレビ朝日、2025年7月4日 - ） - MC[11]。

#### 不定期出演・ゲスト出演
- ヒルナンデス!（日本テレビ） - 火曜コーナー「謎解きバトル!」
- クイズ!あなたは小学5年生より賢いの?（日本テレビ、2019年5月3日・2019年8月8日・2021年1月15日）2021年1月15日のTenmilionスペシャルで1000万円獲得
- あさイチ - 松丸亮吾とひらめきタイム（NHK総合、2020年5月 - ）
- 解王（日本テレビ、2020年9月20日）
- 突然ですが占ってもいいですか？（フジテレビ、2021年1月27日）[12]
- 欽ちゃん&香取慎吾の全日本仮装大賞（日本テレビ、2021年 - ） - 第98,99,100回に審査員として出演
- 逃走中（フジテレビ、2022年1月1日・2023年9月10日）
- チコちゃんに叱られる!（NHK総合、2022年1月14日）
- 謎解き日本一決定戦X（TBS、2022年3月27日・2023年3月26日） - 大会コミッショナー
- Another Sky（日本テレビ、2022年10月14日）

### テレビアニメ
- ドラえもん（第2作第2期）（テレビ朝日、2024年6月15日・22日） - ミニコーナー「ドラガオじゃんけん」・ハラハラハウスのゲームナビゲーター 役（声の出演）[13]
- ポケットモンスター (2019年のアニメ) ひらめきゲット! Let'sポケなぞ!!コーナー（テレビ東京、2019年11月 - 2023年3月）
- ポケットモンスター (2023年のアニメ)（テレビ東京、2025年4月11日） - 生徒 役（声の出演）[14]

### 配信番組
- シークレットNGハウス（Amazon Prime Video、2025年3月27日 - ）[15]

### CM
- 小学館集英社プロダクション「ひらめき王子松丸くんのひらめけ!ナゾトキ学習」（2020年2月 - ）[16]
- タカラトミーアーツ「スキルアップ タブレットパソコン スピカノート」（2020年9月 - ）[17]
- ポケモン「ポケモンカードゲーム ソード&シールド」（2020年11月 - ）
- ロート製薬「OXY」（2022年7月 - ）
- 花王「めぐりズム 蒸気でホットアイマスク」（2024年9月 - ）[18]

### 舞台
- 舞台『AGASA』（2024年4月18日、EX THEATER ROPPONGI） - 案内人 役[19]
- 舞台『AGASA-アガサ-』完璧な殺人鬼（2024年12月11日・12日、EX THEATER ROPPONGI）[20]

## 著書

### 単著
- 『東大ナゾトレ AnotherVisionからの挑戦状』（2017年5月31日、扶桑社、ISBN 978-4594077181）
- 『東大 松丸式 数字ナゾトキ – 楽しみながら考える力がつく!』（2018年11月30日、ワニブックス、ISBN 978-4847097379）
- 『この先100年を生き抜く 東大式対AIナゾトキ』（2019年8月29日、KADOKAWA、ISBN 978-4046043764）
- 『東大ナゾトレ SEASON Ⅱ』シリーズ（扶桑社）
  - 第1巻（2019年11月27日、ISBN 978-4594083519）
  - 第2巻（2020年3月11日、ISBN 978-4594084301）
  - 第3巻（2020年6月2日、ISBN 978-4594085001）
  - 第4巻（2020年9月2日、ISBN 978-4594085872）
  - 第5巻（2020年11月25日、ISBN 978-4594086558）
  - 第6巻（2021年2月17日、ISBN 978-4594087265）
  - 第7巻（2021年5月26日、ISBN 978-4594088163）
  - 第8巻（2021年8月25日、ISBN 978-4594089153）
  - 第9巻（2021年11月17日、ISBN 978-4594089900）
  - 第10巻（2022年2月20日、ISBN 978-4594090760）
- 『東大ナゾトレ NEW GAME』（扶桑社）
  - 第1巻（2022年5月25日、ISBN 978-4594091682）
  - 第2巻（2022年8月24日、ISBN 978-4594092771）
  - 第3巻（2022年12月14日、ISBN 978-4594093587）
  - 第4巻（2023年4月26日、ISBN 978-4594094638）

### 共著・監修
- DaiGo共著『天才脳をつくる!メンタルナゾトキ』（学研プラス、2018年12月11日、ISBN 978-4058009857）
- スマホMMORPG『TRAHA（トラハ）』
- 『東大松丸式 名探偵コナン』シリーズ（小学館)
  - 『東大松丸式 名探偵コナンナゾトキ探偵団』（2019年12月11日、ISBN 978-4092591691)
  - 『東大松丸式 名探偵コナンナゾトキ事件ファイル』（2021年8月25日、ISBN 978-4092591950)
- 『東大松丸式ナゾトキスクール』（松丸亮吾著、2020年7月29日）
- 『東大ナゾトレドリル』シリーズ（扶桑社）
  - 小学1年生（2021年1月27日、ISBN 978-4594087159）
  - 小学2年生（2021年1月27日、ISBN 978-4594087166）
  - 小学3年生（2021年3月24日、ISBN 978-4594087630）
  - 小学4年生（2021年3月24日、ISBN 978-4594087647）
  - 小学5年生（2021年4月21日、ISBN 978-4594088194）
  - 小学6年生（2021年5月19日、ISBN 978-4594088200）
- 『東大松丸式ナゾトキスクール ナゾトキ島でサバイバ!?』（小学館、2021年7月21日、ISBN 978-4092591899）
- DaiGo、松丸悟共著『松丸家の育て方』（repic book、2022年1月2日、ISBN 978-4908154348）

## 楽曲
- RVR〜ライジングボルテッカーズラップ〜（共作詞）[21]

## 受賞歴
- 第12回 ペアレンティングアワード ヒト部門 文化人部門[22][23]
- 2020年 第13回 日本シューズベストドレッサー賞 男性部門賞[24]
- LINE NEWS AWARDS 2021 話題の人賞 クリエイター部門[25][26]